# 恩基夫
51°28′34″N 31°22′23″E / 51.47611°N 31.37306°E

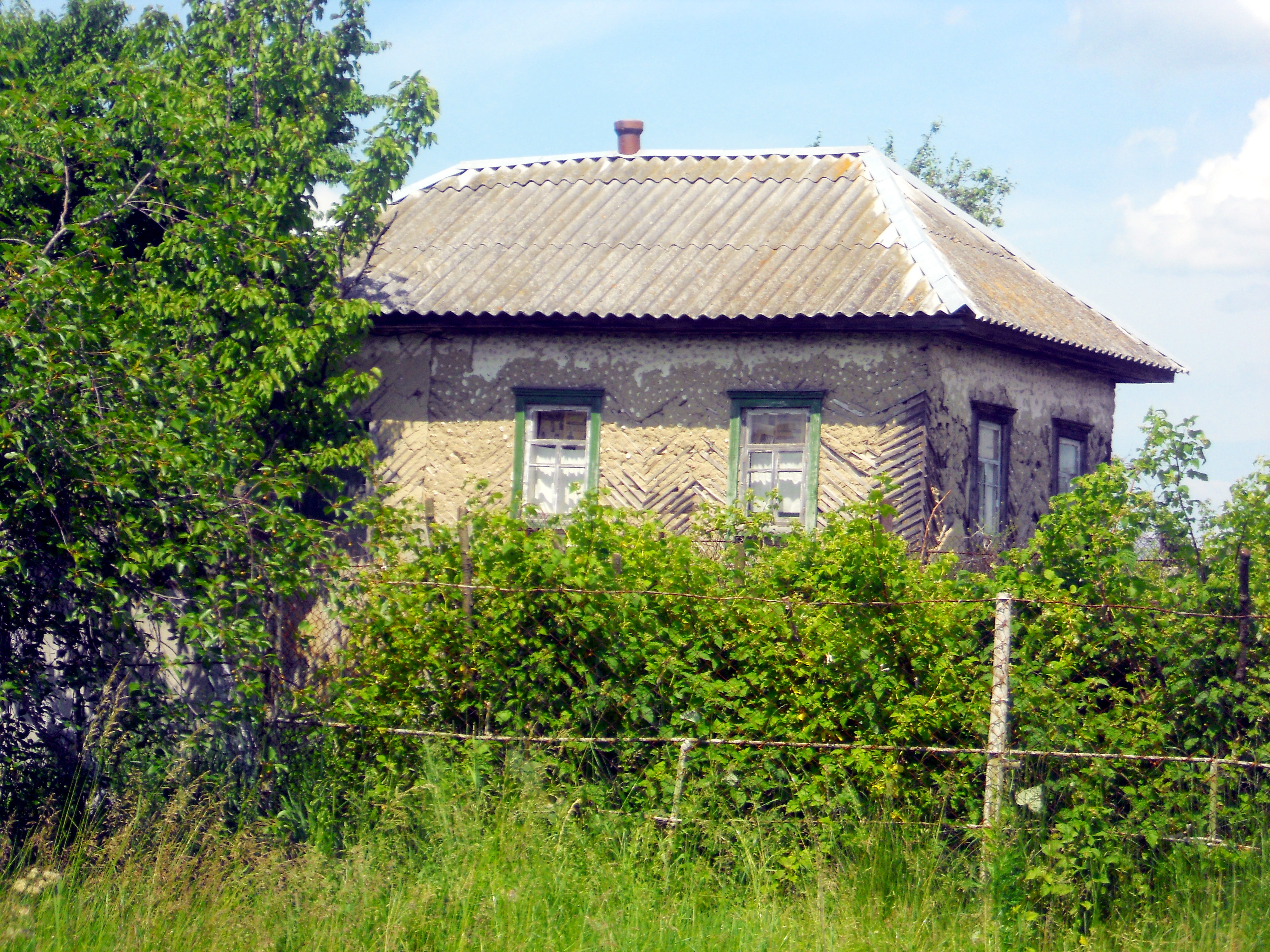

恩基夫（烏克蘭語：Єньків），是烏克蘭北部切爾尼希夫州切爾尼希夫區伊萬尼夫卡市鎮的村落。始建於1781年，面積0.02平方公里，海拔高度106米，2001年人口24，人口密度每平方公里1,200人。